# Primer llibre dels Macabeus
El Primer Llibre dels Macabeus, també conegut com el Primers Macabeus, i abreujat com 1 Macc. , és un llibre deuterocanònic que detalla la història de la revolta dels Macabeus contra l'Imperi selèucida, així com la fundació i la història més antiga del regne asmoneu independent. Descriu la promulgació de decrets que prohibeixen les pràctiques tradicionals jueves pel rei Antíoc IV Epífanes i la formació d'una rebel·lió contra ell per part de Mataties de la família asmonea i els seus cinc fills. El fill de Mataties, Judes Macabeu es fa càrrec de la revolta i els rebels com a grup s'anomenen els Macabeus; el llibre narra amb detall els èxits i els contratemps de la rebel·lió. Mentre Judes és finalment mort a la batalla, els Macabeus finalment aconsegueixen l'autonomia i després la independència de Judea sota el lideratge de la família asmonea. El germà de Judes, Simó, és declarat gran sacerdot per voluntat del poble jueu. El període descrit va des del 170 aC fins al 134 aC.
L'autor és anònim, però probablement va escriure en el recentment independent regne asmoneu després de l'èxit de la revolta dels Macabeus a finals del segle II aC. El Primer dels Macabeus probablement es van escriure originalment en hebreu. No obstant això, aquest hebreu original s'ha perdut, i l'obra només sobreviu en la traducció en grec koiné continguda a la Septuaginta, la versió grega de les escriptures jueves. La Septuaginta va ser preservada pels primers cristians com a base de l'Antic Testament cristià. Va passar a formar part del deuterocànon al primer cristianisme. El llibre es conserva avui com a escriptura canònica a les esglésies catòlica, ortodoxa i ortodoxa oriental (excepte la tewahedo ortodoxa). El llibre no forma part de la Bíblia hebrea (Tanakh) i no es considera canònic per les denominacions protestants ni en cap de les branques principals del judaisme. Alguns protestants inclouen el llibre com a apòcrif, material útil per a antecedents i edificació però que no és canònic. El judaisme rabínic generalment desaprovava el govern de la dinastia asmonea, però el llibre és obertament pro-asmoneà, un dels diversos factors de la manca d'entusiasme pel llibre dins del judaisme posterior.
Primer Macabeus és conegut sobretot pel seu relat de la reconquesta de Jerusalem l'any 164 aC i la re-dedicació del Segon Temple: l'origen de la festa jueva de Hanukkà.
El llibre inclou poemes guerrers dins el relat històric i destaca per la seva documentació en narrar els fets, fet que podria indicar que l'autor, de qui no se sap res, va presenciar la revolta o tenia accés als seus líders.

## Autoria i data
L'autor de Primer dels Macabeus és anònim i desconegut. Va escriure al regne asmoneu posterior a la independència, probablement durant el regnat del gran sacerdot Joan Hircà (regna entre el 134 i el 104 aC), amb alguns estudiosos que suggereixen que a principis del regnat d'Alexandre Janeu (regna entre el 103 i el 76 aC) també una possibilitat  Tots coincideixen que el llibre va ser escrit abans de l'any 63 aC, ja que l'autor mostra una gran admiració cap a Roma i no sap que el general romà Pompeu va conquerir Jerusalem i va reduir el regne asmoneu a un estat client de la República Romana aquell any. Probablement era un historiador cortesà o equivalent.  L'autor sembla estar molt familiaritzat amb Judea i la seva geografia, però sembla menys informat sobre el món hel·lenístic més ampli.  En general, es considera que l'obra sencera és una unitat composta per un sol autor tant per motius filològics com temàtics, encara que de vegades hi ha passatges curts de vegades impugnats perquè s'afegeixen potencialment en una data posterior.

## Títol

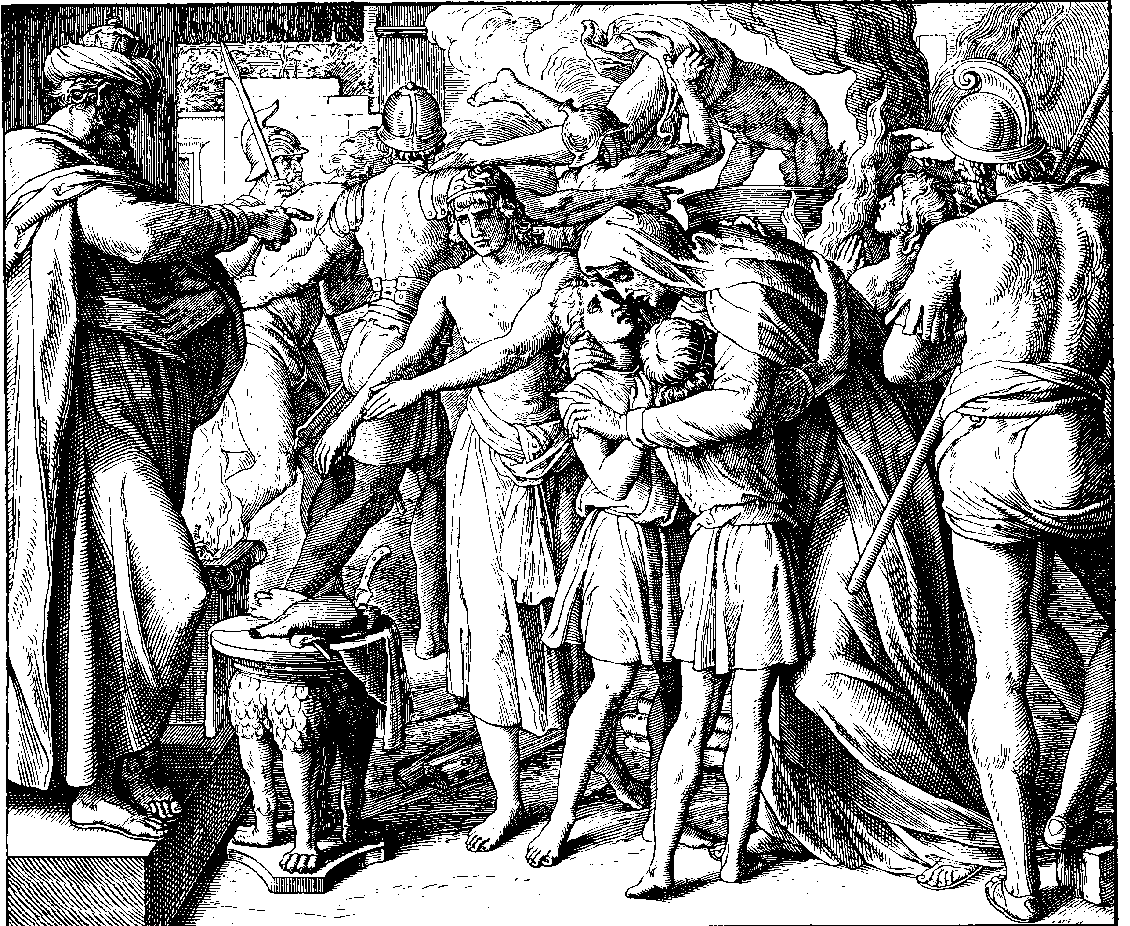
Màrtirs que es neguen a sacrificar a l'ídol grec de Die Bibel in Bildern

El títol "Primer dels Macabeus" no és el títol original de l'obra. Més aviat, prové de la Septuaginta, que li va donar aquest títol per distingir-la dels altres llibres dels Macabeus. En el mateix llibre, "Macabeu" s'utilitza únicament com a títol personal de Judah Maccabee (llatinitzat com Judes Macabeu). El títol macabeu de Judes està generalment lligat a la paraula aramea maqqaba ("makebet" en hebreu modern), "martell" o "martell". Es desconeix com va aconseguir aquest epítet; la majoria presumeix que va ser en reconeixement de la seva habilitat en la batalla.  La paraula "Macabeus" en plural, però, no sembla haver estat usada fins segles després de la Revolta dels Macabeus. Al principi, es va utilitzar per descriure els màrtirs descrits a Segon dels Macabeus. Més tard es va convertir en un títol donat al conjunt dels rebels al voltant dels segles III-V dC, d'aquí que la Septuaginta anomenés les obres com a llibres dels Macabeus. Aquest ús de "Macabeus" com a terme de grup pot haver-se originat en grec, ja que cap ús d'aquest en hebreu per referir-se als rebels sobreviu de cap època anterior al segle xix.
Eusebi, al seu llibre Història de l'Església, cita Orígenes d'Alexandria que diu que el títol de l'obra era Sarbēth Sabanaiel, una enigmàtica transliteració grega d'un putatiu títol original hebreu. Es creu que les parts més probables són l'arameu səpar ("llibre"), bêt ("casa" o "dinastia") i 'ēl ("Déu")   S'han proposat diverses reconstruccions per a la frase global:
- Llibre del príncep de la casa d'Israel, de l'hebreu שַׂר בֵּית יִשְׂרָאֵל, Sar Beit-Yisra'el, o "Llibre del príncep de la casa de Déu" שַׂר בֵת אֵת אֵת בֵאֵל .
- Llibre de la casa dels prínceps de Déu,[18]
- El Llibre de la Dinastia dels Resistents de Déu (en el sentit de "els que resisteixen en nom de Déu"),[19] potser de סֵפֶר בֵּית סָרְבָנֵי אֵל , Sefer Beit Savar de la Casa de Déu ).
- El llibre de la casa dels asmoneus (o simplement El llibre dels asmoneus)[20][21]

## Llengua i estil
El llibre probablement va ser escrit originalment en hebreu. Tant Orígenes com Jeroni afirmen haver vist un text hebreu del Primer Macabeus. L'escriptura grega supervivent té hebraismes i modismes hebreus. També sembla haver estat escrit a Judea, on el coneixement de l'hebreu era més estès. Si realment es va escriure originalment en grec, llavors l'autor estava imitant intencionadament l'estil hebreu en grec.   El llibre no està escrit en grec koiné "comú" col·loquial del segle II aC, sinó més aviat un estil més arcaic del grec que imita conscientment l'estil de les escriptures més antigues. Sovint imita la fraseologia bíblica i cita directament precedents bíblics. També utilitza termes anacrònics de vegades per fer paral·lelismes explícits entre les gestes dels asmoneus i els herois jueus anteriors; per exemple, es refereix a la regió costanera de Palestina com la terra dels filisteus, encara que els filisteus ja no eren un grup cultural rellevant a l'època.
El llibre es classifica generalment com un llibre històric de la Bíblia. Tot i que l'enfocament principal és el relat de la història, alguns consideren que el llibre també té mèrits com a art literari. La narració és principalment text en prosa, però està interrompuda per set seccions poètiques, que imiten la poesia clàssica hebrea. Aquests inclouen quatre laments i tres himnes de lloança. També s'inclouen diversos documents històrics, sobretot de negociacions i cartes amb la República Romana i l'Esparta hel·lenística.

## Contingut

### Estructura
La gran majoria dels estudiosos i les traduccions de la Bíblia divideixen el llibre en quatre o cinc seccions pel líder de la rebel·lió:
1. Capítols 1–2: Introducció[note 4]
2. 3:1 a 9:22: El lideratge de Judes Macabeu
3. 9:23 a 12:53: El lideratge de Jonatan Macabeu
4. Capítols 13–16: El lideratge de Simó Macabeu

## Sinopsi
Vegeu també: Revolta dels Macabeus
L'ambientació del llibre és aproximadament un segle i mig després de la conquesta de Judea pels grecs sota Alexandre el Gran, després que l'imperi d'Alexandre s'hagués dividit de manera que Judea hagués passat a formar part de l'Imperi Selèucida grec. Explica com el governant grec Antíoc IV Epífanes va intentar suprimir la pràctica de la llei jueva bàsica, donant lloc a la revolta macabea. El llibre cobreix tota la revolta, del 175 al 134 aC, destacant com la salvació del poble jueu en aquesta crisi va arribar a través de la família de Mataties, especialment dels seus fills, Judes Macabeu, Jonatan Afo i Simó Tassi, i el fill de Simó, Joan Hircà. La doctrina expressada en el llibre reflecteix l'ensenyament tradicional jueu, sense doctrines posteriors trobades, per exemple, a Segon dels Macabeus. El Primer Llibre dels Macabeus també ofereix una llista de colònies jueves escampades per la Mediterrània en aquell moment.
En el primer capítol, Alexandre el Gran conquereix el territori de Judea, i més tard el succeeix el selèucida Antíoc IV Epífanes. Després d'envair amb èxit el regne ptolemaic d'Egipte, Antíoc IV captura Jerusalem i retira els objectes sagrats del temple de Jerusalem, massacrant molts jueus. Després imposa un impost i estableix una fortalesa a Jerusalem.
Aleshores Antíoc intenta suprimir l'observança pública de les lleis jueves, en un intent d'assegurar el control sobre els jueus. L'any 168 aC, profana el Temple establint una "abominació de la desolació" (establint ritus d' observança pagana al Temple, o sacrificant un animal impur a l'altar del Sant dels Sants). Antíoc prohibeix tant la circumcisió com la possessió de les escriptures jueves sota pena de mort. Prohibeix l'observació del dissabte i l'ofrena de sacrificis al Temple. També exigeix que els líders jueus es sacrifiquin als ídols. Tot i que l'aplicació pot estar dirigida només als líders jueus, els jueus corrents també van ser assassinats com a advertència als altres.
L'hel·lenització va incloure la construcció d'un gimnàs a Jerusalem. Entre altres efectes, això va desanimar encara més el ritu jueu de la circumcisió, que ja estava oficialment prohibit; l'estat d'un home no es podia amagar al gimnàs, on els homes s'entrenaven i socialitzaven nus. No obstant això, Primer Macabeus també insisteix que hi havia molts jueus que van buscar o van acollir la introducció de la cultura grega. Segons el text, alguns homes jueus fins i tot es van dedicar a la restauració del prepuci per tal de passar per totalment grecs.
La narració informa que la notícia de la desolació arriba a Mataties i als seus cinc fills, una família sacerdotal que viu a Modein. Mataties fa una crida a la gent lleial a les tradicions d'Israel perquè s'oposi als invasors i als hel·lenitzadors jueus, i els seus fills inicien una campanya militar contra ells. Hi ha una pèrdua completa d'un miler de jueus (homes, dones i nens) per Antíoc quan els defensors jueus es neguen a lluitar el dissabte. Els altres jueus raonen llavors que, quan són atacats, han de lluitar fins i tot el dia sant. L'any 165 aC el Temple és alliberat i reconsagrat, per tal que els sacrificis rituals puguin començar de nou. La festa de Hanukkah és instituïda per Judes Macabeu i els seus germans per celebrar aquest esdeveniment
Als capítols 5, 6 i 7 s'informa de més guerres que involucren Judes i els seus germans Simó i Jonatan. El capítol 6 narra els darrers dies d'Antíoc Epifanes i l'ascens al tron del seu fill Antíoc V Eupator.
En el capítol 8, Judes busca una aliança amb la República romana, amb l'objectiu d'eliminar els grecs.  Els versos 23–32 registren un acord entre Roma i la nació dels jueus, pel qual cada part actuaria com a aliat voluntari de l'altra i es negaria a subministrar als seus enemics en temps de guerra, avís específic a Demetri I Soter que aquest pacte s'activaria contra ell si ho demanessin els jueus.  L'historiador jueu Uriel Rappaport afirma que "la majoria dels estudiosos actuals accepten l'autenticitat d'aquest document".
Després de la mort de Judes i d'un període d'il·legalitat el succeeix el seu germà Jonatan, les batalles del qual amb el general grec Bàquides es relaten al capítol 9. Jonatan esdevé gran sacerdot La mort de Demetri s'informa a 1Macc 10:50, i Ptolemeu VI Filomètor i Alexandre Balas, reclamant el tron selèucida, pacten un acord pel qual Alexandre es casa amb Cleòpatra Tea, la filla de Ptolemeu La relació entre Jonatan i el fill i successor de Demetri, Demetri II Nicàtor, es tracta al capítol 11: Jonatan proporciona suport militar a Demetri a petició d'aquest últim, i un compromís reeixit contra una revolta popular a Antioquia permet als jueus "Guanyeu la glòria als ulls del rei" Macabeus no esmenta la participació dels mercenaris que s'esmenten en altres comptes, mentre que altres relats no esmenten la participació dels jueus. Finalment, la relació entre Jonatan i Demetri es trenca: l'opinió dels Macabeus és que Demetri "va trencar la seva paraula sobre tot el que havia promès; es va allunyar de Jonatan i no va pagar els favors que Jonatan li havia fet, sinó que el va tractar molt durament".
Les aliances proposades amb Roma i amb Areu d'Esparta estan cobertes a 1Macc 12:1-23. La captura de Jonatan l'any 143 aC, després d'haver estat traït per Diodot Trifó, està registrada a 1Macc 12:48. Simó segueix Jonatan com el següent líder jueu "en lloc de Judes i el teu germà Jonatan", assumint rols civils, militars i litúrgics: "Gran Summe Sacerdot, governador i líder dels jueus". Simó fortifica Jerusalem  i assegura la reocupació de Jope, conduint el poble en pau i prosperitat fins que és assassinat per agents de Ptolemeu, fill d'Abub, que havia estat nomenat governador de la regió pels grecs macedonis. El període de pau i prosperitat es celebra en un passatge poètic d'estil bíblic, el "Elogi de Simó",  que Rappaport considera "un dels passatges poètics més importants de Primer Macabeus".
Simó és succeït pel seu fill, Joan, conegut per Flavi Josep com Joan Hircà.

## Com a història dinàstica
L'autor propaga la "propaganda asmonea" en el sentit de defensar la justícia dels asmoneus i la seva justa pretensió de governar el regne asmoneu. Els asmoneus no eren una opció òbvia per ser governants; no descendien de la línia sacerdotal de Zadok que havia pres el càrrec de gran sacerdot durant generacions en el moment de la revolta dels Macabeus. L'autor busca promoure la visió que els asmoneus eren de fet els nous governants escollits per Déu i els aspirants a la línia dels herois de la Bíblia hebrea. Diversos passatges recorden passatges bíblics com ara les conquestes de Josuè o la batalla de David i Goliat i equiparen els fets dels asmoneus amb les històries anteriors. L'antipatia cap als jueus hel·lenitzadors favorables als selèucides no és sorprenent, ja que eren enemics a la guerra, però Primer Macabeus també estén les crítiques als opositors jueus interns dels asmoneus. A Primer Macabeus, els insatisfets amb els asmoneus "odiaven la seva nació" en el seu conjunt; els asmoneus eren equiparats a la mateixa Judea. Els jueus que es queixen de les activitats de Judes "porten al rei una acusació contra el poble". El llibre rebutja una derrota que van patir altres comandants anomenats Josep i Azaries perquè "no van escoltar Judes i els seus germans. Però no pertanyien a la família d'aquells homes per mitjà dels quals va ser lliurat a Israel". Tot això deixa clar que Déu ha escollit específicament una nova dinastia per governar Judea, els asmoneus.
Tot i que el llibre té en alta consideració a tots els asmoneus, lloa Simó Macabeu en particular, la persona que passaria el Gran Sacerdoci als seus fills i establiria la dinastia. Al capítol 2, hi ha un verset d'un Mataties moribund que diu als seus fills que sempre escoltin Simó i que "serà el teu pare", lloant fins i tot sobre Judes.  El capítol 14 també inclou un llarg panegíric que lloa Simó com un líder digne.

## Teologia
Sovint es pensa que l'escola de filosofia vista a Primer Macabeus és una predecessora de la filosofia dels saduceus en èpoques posteriors. En particular, l'autor no fa cap referència a la idea d'una resurrecció corporal, a la qual s'oposaven els saduceus. Dit això, el nostre coneixement dels saduceus és escàs, per la qual cosa és difícil saber-ho amb certesa. El llibre també sembla que menysprea el martiri i els enfocaments passius a la resistència, considerant aquests gestos fútils i inútils.  Alguns estudiosos van fins i tot més enllà del menyspreu; Jonathan Goldstein escriu que l'autor té "un menyspreu considerable pels màrtirs".  Per a l'autor, l'acció militar audaç mentre es viu és la resposta adequada a l'opressió.
L'autor veu la revolta com a ordenada divinament, però minimitza la intervenció divina directa com ara els miracles. Més aviat, l'autor interpreta els esdeveniments com Déu utilitzant el geni militar de Judes Macabeu i els seus germans com a instrument per aconseguir l'alliberament de Judea. Un dels aspectes més notables i inusuals del llibre de Primer Macabeus per absència és la manca de cap menció directa de Déu. Més aviat, el llibre fa referència al "cel" (ouranós), com Judes diu en un discurs que "No depèn de la mida de l'exèrcit la victòria en la batalla, sinó que la força ve del Cel".  Fins i tot si "cel" és només una abreviatura de "Déu al cel", Primer Macabeus és notablement secular en la seva representació del conflicte.  No vénen àngels ni miracles per salvar els jueus; més aviat, és el lideratge ferm aprovat per Déu dels asmoneus el que condueix a la victòria.
El Segon llibre dels Macabeus, conservat just al costat del Primer Macabeus a la Septuaginta, ofereix un contrast sorprenent en teologia, i sovint es comparen les obres. Segon Macabeus interpreta les desgràcies dels jueus com el càstig de Déu pels seus propis pecats; l'autor de Primer Macabeus descriu els problemes com a causa del mal extern d'Antíoc IV i els seus generals, no com una prova de neteja que era en cert sentit voluntat divina.
El llibre dibuixa un fort contrast entre jueus i gentils, semblant als llibres d'Esdres i Nehemies. La persecució d'Antíoc IV presumiblement va radicalitzar els jueus. Dit això, l'autor segueix sent orgullós de forjar aliances amb altres, citant negociacions amb la República Romana i Esparta. Uriel Rappaport l'anomena emblemàtica de la política asmonea en general: que l'estat asmoneu era un estat explícitament jueu que pretenia separar-se del politeisme, tot i que era pragmàtic i buscava aliats on es poguessin trobar.

## La fiabilitat com a història
Primer Macabeus és la font d'informació més extensa sobre els esdeveniments a Judea des del 175 fins al 135 aC. Tradicionalment s'ha considerat altament fiable, tot i que és fins a cert punt la versió "oficial" de la història segons els asmoneus i des del punt de vista macabeu. Bezalel Bar-Kochva l'elogia com una de la millor historiografia militar de l'època.  Argumenta que l'autor probablement va ser un testimoni ocular d'almenys algunes de les batalles descrites donada la seva gran precisió i plausibilitat en la descripció del terreny i els moviments de tropes, i va poder obtenir relats de primera mà dels altres en les entrevistes. També cita el fet que fa diverses "admissions contra interès" com ara descriure obertament derrotes militars rebels, a diferència de Segon Macabees que enfosquia o omet aquests temes.
Jonathan A. Goldstein argumenta que el llibre era una imitació de les escriptures més antigues no només en l'estil lingüístic, sinó també en el contingut; és a dir, l'autor va ajustar o inventar els esdeveniments per fer-los encaixar millor amb els paral·lelismes bíblics.

## Canonicitat
El Concili de Roma del papa Damas I l'any 382, si el Decret Gelasià s'hi associa correctament, va emetre un cànon bíblic idèntic a la llista donada a Trento que inclou els dos llibres dels Macabeus. Orígenes d'Alexandria (253), Agustí d'Hipona (c.  397 dC), el Papa Innocenci I (405), el Sínode d'Hipona (393), el Concili de Cartago (397), el Concili de Cartago (419), els Cànons Apostòlics, el Concili de Florència (1442) i el Concili de Trento (1546) van enumerar els dos primers llibres dels Macabeus com a canònics.
Durant la Reforma protestant, el llibre (juntament amb altres llibres deuterocanònics catòlics) va ser classificat com a apòcrif bíblic en el protestantisme, material útil per a rerefons però no canònic. La Confessió de Westminster de 1643 diu que els llibres "no tenen autoritat a l'Església de Déu, per no ser aprovats d'una altra manera", per exemple.
El llibre mai no es va incloure a la Bíblia hebrea o al Tanakh i no és canònic en el judaisme. Els líders jueus posteriors van pensar malament en el govern de la dinastia asmonea per diverses raons, i un document tan obertament celebrador d'ells era problemàtic. Fins i tot a les històries ambientades durant el període macabeu, les referències a Judes pel seu nom es van eliminar explícitament per evitar l'adoració d'herois de la línia asmonea.

## Influència

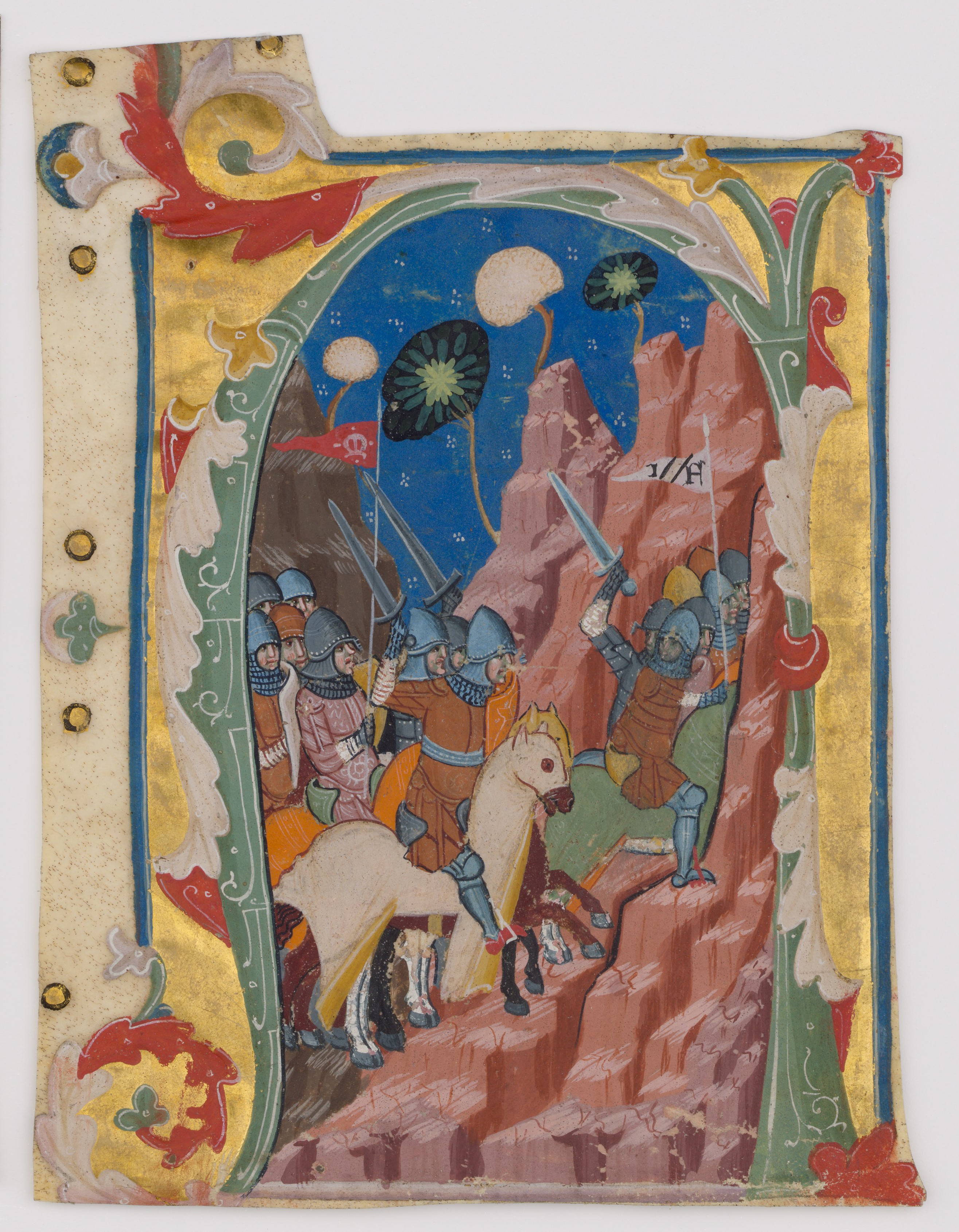
Una il·lustració d'un llibre de culte italià del que representa els Macabeus com a cavallers medievals vestits de cota de malla.

L'historiador jueu Josep del segle i dc gairebé segur que va llegir Primer Macabeus en grec. En fa servir àmpliament els tretze primers capítols dels llibres 12 i 13 de la seva obra Antiguitats jueves, parafrasejant-lo directament per parts, tot i que el complementà amb altres històries gregues com les de Nicolau de Damasc. També pot haver-lo consultat pel llibre 1 de La guerra jueva. No se sap si a la còpia de Primer Macabeus de Josep faltava els tres capítols finals, o simplement va trobar una font millor per a aquella època de la història.
Els pares de l'Església només citen o fan referència al Primer Macabeus en molt poques ocasions a l'era del cristianisme primerenc. Quan els cristians de l'Imperi Romà parlaven dels macabeus, normalment es feia referència als "màrtirs macabeus" descrits a Segon Macabeus 6 i Segon Macabeus 7, ja que eren vists com a models i precursors dels màrtirs cristians. Com que Primer Macabeus té molt poc a dir sobre els màrtirs, per tant no es va citar ni llegir.
Durant les croades, el papa Urbà II i altres líders de l'església van utilitzar Primer Macabeus per justificar el concepte de guerra santa contra els regnes musulmans que controlen la ciutat santa de Jerusalem. Croats admirats com Balduí I i Jofré de Bouillon van ser comparats explícitament amb Judes Macabeu, i es va citar material de Primer Macabeu pel que fa als seus fets. Primer Macabeus  també es van citar durant la controvèrsia de les investidures dels segles XI i XII sobre si els monarques tenien l'autoritat per nomenar bisbes, o només el Papa. Primer Macabeus inclou passatges que descriuen el nomenament de Jonatan i Simó per part de les autoritats selèucides, per la qual cosa va ser citat generalment pel costat dels partidaris del nomenament reial de bisbes.

## Ús litúrgic
El Leccionari Catòlic Romà fa ús de textos de Primer Macabeus 1 a 6, juntament amb textos de Segon Macabeus 6 i 7, en les lectures entre setmana de la 33a setmana del Temps Ordinari, en l'any 1 del cicle de dos anys de lectures, sempre al novembre, i com una de les opcions disponibles per a les lectures per a la dedicació d'un altar i com una de les lectures proposades en una missa celebrada en honor de cristians perseguits.
Primer Macabeus forma part de la secció apòcrifa intertestamentària de la Bíblia utilitzada a les esglésies luteranes i a la comunió anglicana. Les lectures bíbliques dels apòcrifs s'inclouen als leccionaris de les Esglésies luteranes. Pel que fa a l'anglicanisme, al leccionari de l'Església d'Anglaterra de 1922 al Llibre de l'oració comuna, Primer Macabeus és nomenat anualment per ser llegit a finals d'estiu/principis de tardor.
Els textos relatius als martiris sota Antíoc IV a Primer Macabeus i Segon Macabeus són llegits pels cristians anabaptistes, que es van enfrontar a la persecució en la seva història.

## Història de les publicacions i manuscrits
Com s'ha assenyalat anteriorment, si existien manuscrits antics de la versió original hebrea hipotètica, s'han perdut. El text grec es conserva en dos dels tres còdexs més antics de la Septuaginta grega: el Codex Sinaiticus i el Còdex Alexandrinus. No està al Còdex Vaticanus. Les traduccions premodernes de l'obra es van fer en llatí, siríac i armeni. La traducció al llatí és de vegades útil per identificar certs canvis fets per Llucià d'Antioquia al text grec.
Amb l'arribada de la impremta que va obviar la necessitat que els escribes copiessin manualment i repetidament aquestes obres, el Primer Macabeus es va fer més àmpliament disponibles. Es va incloure a les Bíblies cristianes impreses estàndard a la secció deuterocanònics. Una versió grega del text es va imprimir per primera vegada entre 1514 i 1517 a la Bíblia Poliglota Complutense. Werner Kappler va publicar una edició crítica del text grec el 1936, una recopilació eclèctica dels diversos manuscrits supervivents i la millor construcció del text original.
El 1974 es publicà en català els llibres I i II dels Macabeus a la Bíblia de Montserrat, volum 17, que versionà Miquel M. Estradé i comentà Basili M. Girbau.